# Aquae Iasae
Aquae Iasae su arheološki lokalitet na području rimskog naselja u sastavu današnjih Varaždinskih Toplica.

## Povijest naselja
Aquae Iasae su ime dobile po plemenu Jasi koje je nastanjivalo to područje prije dolaska Rimljana. Pripadale su u Pannoniju Superior, smještene na rijeci Bednji, u neposrednoj blizini rijeke Drave. Nalazile su se na prometnici koja je spajala Poetovio, današnji Ptuj u Sloveniji, i Ioviu-Botivo, današnji Ludbreg. Točna godina gradnje rimskog naselja nije poznato, ali pretpostavlja se da je to bilo u vrijeme flavijevske dinastije. Osim Varaždinskih Toplica, na području koje su nastanjivali Jasi, nalazilo se još nekoliko danas poznatih toplica poput Krapinskih, Stubičkih, Tuheljskih, Čateških te Daruvarskih.
Javni dio rimskog naselja nalazio se na najvišoj terasi brežuljka Varaždinskih Toplica, danas je tu park, i arheološki lokalitet. Stambeni dio Aquae Iasae bio je na terasama koje se spuštaju prema podnožju brijega, a u samom podnožju ustanovljeni su obrtničko-trgovački i sajamski objekti. 
Krajem 3. st. n.e. Aquae Iasae su opustošene u provali Gota, a početkom 4. st. obnavlja ih car Konstantin Veliki. Naselje je potpuno propalo i opustošeno u 4. st. za vrijeme provale naroda. 

## Religija i umjetnost
Aquae Iasae bilo je jedno od značajnijih trgovačkih, religijskih i lječilišnih centara Rimskog Carstva. Glavni razlog naseljavanja upravo ovog područja bila je termalna sumporna voda kojoj je temperatura na mjestu izviranja dosezala čak 58 °C. Zbog ljekovitosti vode, toplice su bile pogodne za liječenje bolesti i ozljeda te su ih često posjećivali i vojnici. Osim kupališnog dijela, uza sklop se vezao i stambeni dio te dio vezan uz trgovinu i promet. 
Tijekom četiri stoljeća postojanja, kompleks je bio obnavljan i nadopunjavan, ali je zadržao svoj javni, kultni i kupališni karakter. Na sjeveru se nalaze tri hrama odvojena od zgrade kupališta i kupališne bazilike na jugu termalnim izvorom.
Veliku važnost Aquae Iasae, osim ostataka arhitekture i skulptura, potvrđuju pronađeni kameni natpisi putem kojih su posjetioci toplica zahvaljivali raznim božanstvima. Štovalo se uglavnom ona božanstva koja su bila zadužena za očuvanje zdravlja, na primjer Minerva, Dijana i Apolon, Eskulap i drugi. Među navedena božanstva spadaju i nimfe kao zaštitnice izvora vode, ali i Mitra, istočnjački bog uz kojeg vežemo misterijske kultove. 

## Arheološka istraživanja
Istraživanje je još 1953. godine započeo Arheološki muzej u Zagrebu pod vodstvom Marcela Gorenca, a istraženo je čak 6000 m². Mnogo toga je sačuvano zbog naslaga sedre koje su se godinama nakupljale i štitile kompleks od propadanja. Najbolje očuvani su dijelovi nastali u 4. stoljeću, za vrijeme cara Konstantina koji je obnovio toplice. Iz tog razdoblja sačuvani su zidovi visine i do 3 metra, freske na zidovima, sustav za grijanje prostora te žbukani pod.
Posljednje istraživanje vođeno je u razdoblju između 2011. i 2013. godine. Rezultati istraživanja pokazali su da je u 1. stoljeću cijelo svetište bilo posvećeno nimfama, otuda i toliko zapisa posvećenih njima. U 2. stoljeću svetište se proširilo u vidu foruma sa svetištem, te su shodno tome uvedeni novi kultovi. Skulptura Minerve i njoj odgovarajući zapis pronađeni su još krajem 1960-ih, nađen je i zapis posvećen Junoni, bez skulpture, dok za treće božanstvo kapitolinske trijade, Jupitera, još uvijek nije nađena niti jedna potvrda. To dovodi u pitanje definiranje nađenog hrama kao svetišta posvećenog vrhovnoj trijadi. Ništa se ne može sa sigurnošću tvrditi, no vjerojatno je treća prostorija bila posvećena Jupiteru, iako još uvijek nema nikakvih materijalnih dokaza za to. 
Prilikom istraživanja iz 1953. godine u kupališnom parku otkriven je kompleks rimske javne arhitekture iz 1-4. st. Ovaj sklop sastojao se od; kupališnog dijela, koji čine zgrade kupališta s bazenima i bazilikom, foruma s trijemovima smještenog oko glavnog termalnog izvora, te kapitolija s hramovima Jupitera, Junone i Minerve. Za iskapanja na lokalitetu su pronađeni brojni ostatci, primjerice dijelovi mačeva, štitova, noževa, britvi, carskog novca (koji su bacani u bazen za sreću), puno kipova nimfi (nymfus salutaris, božice ozdravljenja) i odlično sačuvan pločnik (većina ploča od mramora) iz II. stoljeća.
Najvredniji nalaz kip božice Minerve s postamentom, pronađen je 1967. godine na ulazu u hram. Ovaj kip je nastao je u 2. stoljeću u Ptuju, a dao ga je izraditi vijećnik kao zavjetni dar za ozdravljenje. 
U novijim istraživanjima na forumu je otkriven stari rimski bazen, koji se nekada nalazio, a i danas se nalazi na prirodnom izvoru termalne vode. Ovaj rimski bazen ima dimenzije 8x13.5 metara i dubinu od 2.6 metara. Njime je bilo ograđeno prirodno izvorište termalne vode, građen je od velikih kamenih blokova, a voda se odvodila u kupalište sustavom kanala. Dosad je jedini sličan primjer takvog bazena poznat u Engleskoj - u rimskom naselju Aquae Sulis (Bath, Engleska).

## Galerija djela
- Tlocrt Aquae Iasae
- Skulptura; prikaz božice Dijane - Lune
- Skulptura; prikaz Apolona - Sola
- Reljefi posvećeni nimfama
- Reljefi posvećeni nimfama
- Reljef posvećen Eskulapu, Higiji i Telesforu

## Vanjske poveznice
- Danijela Bratić-Herceg/Regionalni dnevnik/IMS/HRT: Rimsko naselje u Varaždinskim Toplicama  HRT. 4. listopada 2020.